# 鐵雄 (搜救犬)
鐵雄（2014年4月30日－）是台灣的一隻搜救犬，拉不拉多犬種，隸屬於台中市政府消防局。

## 生平
2016年，自關務署海關緝毒犬中心轉入台中市政府消防局。原名「Hill」（希爾），經民眾網路票選，更改為現名「鐵雄」，名字取自於日本動畫《科學小飛俠》中的角色「一號鐵雄」。
2018年2月花蓮發生震災，鐵雄與同僚搜救犬腿腿隨隊前往參與搜救行動；7日，鐵雄參與搜尋統帥大飯店廢墟，成功協助搜救隊救出一名受困員工；9日，鐵雄又參與搜尋雲門翠堤大樓213房。在搜救過程當中，鐵雄先是一度右耳急性發炎；而後又因右腳不慎踩到汽油，刺激到腳部原患有的趾間炎；10日回台中到中興大學就醫。同年3月，由於在花蓮救災有功，鐵雄成為台中市城市大使。
2019年9月，鐵雄代表台灣前往法國參加由國際搜救犬組織主辦的「搜救犬世界錦標賽」。

## 認證和官階
2017年10月，通過官方IRO RH-FLA中級原野搜救犬認證。2017年11月，通過亞洲區MRT搜救犬隊國際任務救援能力認證。2018年11月，通過官方IRO RH-TB高級瓦礫堆搜救犬認證。2019年11月，二度通過亞洲區MRT搜救犬隊救援能力認證。
2020年7、8月，先後獲內政部長徐國勇和台中市長盧秀燕授階二線一星，為全台第一隻擁有此官階的搜救犬。

## 外部連結
- 搜救犬_鐵雄犬籍資料 （页面存档备份，存于） 臺中市政府消防局